# روز دیدار
روز دیدار فیلمی در ژانر کمدی-درام به کارگردانی سیدعلی خوش نشین و نویسندگی تیرداد سخایی و ربابه هاشمیان محصول سال ۱۳۷۴ است.

## خلاصه داستان
«مهری» و «نوری» كه از يكديگر طلاق گرفته‌اند، صاحب يك كارخانه توليدی بسيار بزرگ هستند. «ميرزايی» حسابدار كارخانه دسيسه‌ای می‌چيند تا كارخانه ورشكسته تلقي شود.«نوری» و«مهری» براي نجات كارخانه تصميم مي گيرند مجددا با هم ازدواج كنند. آنها در شروع زندگی مشترک خود با دسايس جديد «ميرزايي» و «مينا» همسرش مواجه می‌شوند. با ورود «حيدر»، نگهبان كارخانه، به اين ماجرا حوادث جديدي اتفاق مي‌افتد كه...

## بازیگران
- فرامرز قریبیان در نقش نوری
- مهین شهابی در نقش عزیزخانم، خواهر نوری[۳][۴][۵]
- مهشید افشارزاده در نقش مهری، همسر نوری
- گیتی ساعتچی در نقش مینا، همسر میرزایی
- رضا بابک در نقش آقای میرزایی
- محمود بصیری در نقش حیدر، نگهبان کارخانه
- بهزاد رحیم خانی در نقش مباشر کارخانه
- منوچهر والی زاده در نقش مهندس ناظر[۶]